# MyAnna Buring
MyAnna Buring, artiestennaam van Anna Margaretha My Rantapää (Sundsvall, 22 september 1979), is een Zweeds-Britse actrice. Ze werd in 2011 genomineerd voor een British Independent Film Award voor haar hoofdrol als 'Shel' in de horror-thriller Kill List . Buring maakte in 2005 haar filmdebuut als Sam in de horrorfilm 'The Descent', van regisseur Neil Marshall, die haar drie jaar later opnieuw een rol gaf in de sciencefictionfilm Doomsday.
Hoewel Buring in Zweden geboren werd, groeide ze op in het Midden-Oosten. Ze volgde de Amerikaans-Britse school in Masqat in Oman. Ze verhuisde op haar zestiende naar Engeland, waar ze Spaans en Drama studeerde aan de Universiteit van Bristol. In 2004 behaalde ze het diploma van de London Academy of Music and Dramatic Art. Ze speelde verschillende rollen in het Britse theater en is mededirecteur en regisseur bij de MahWaff Theatre Company in het Londense West End.  
Buring heeft naast filmrollen verschillende optredens in Britse televisieseries op haar naam staan. Zo verscheen ze eenmalig in onder meer Casualty, Midsomer Murders, Inspector George Gently en Doctor Who, een aantal keren in The Wrong Door en als het personage 'Edna Braithwaite' in Downton Abbey. Ze had een van de hoofdrollen in Ripper Street en in 2017 speelde ze de hoofdrol van rechercheur 'Helen Weeks' in de BBC-miniserie In the Dark  naar de roman van Mark Billingham. Buring kreeg in 2019 een rol als 'Tissaia de Vries' in de fantasyserie The Witcher.

## Filmografie

### Film
*Exclusief televisiefilms
- Last Breath (2025)
- Killers Anonymous (2019)
- Official Secrets (2019)
- The Comedian's Guide to Survival (2016)
- Hot Property (2016)
- Lost in Karastan (2014)
- Hyena (2014)
- The Twilight Saga: Breaking Dawn Part 2 (2012)
- The Twilight Saga: Breaking Dawn Part 1 (2011)
- Super Eruption (2011)
- Kill List (2011)
- The Descent: Part 2 (2010)
- City Rats (2009)
- Lesbian Vampire Killers (2009)
- Credo (2008)
- Freakdog (2008)
- Doomsday (2008)
- Grindhouse (2007, segment Don't)
- The Omen (2006)
- The Descent (2005)

### Televisieseries
*Exclusief eenmalige (gast)rollen
- The Witcher - Tissaia de Vries (2019-...)
- En natt - Elizabeth (2018, tien afleveringen)
- In the Dark - Helen Weeks (2017, vier afleveringen)
- Ripper Street - Long Susan (2012-2016, 34 afleveringen)
- Dag - Anne (2015, acht afleveringen)
- Prey - Jules Hope (2015, drie afleveringen)
- Banished - Elizabeth Quinn (2015, zeven afleveringen)
- Downton Abbey - Edna Braithwaite (2012-2013, vijf afleveringen)
- The Poison Tree - Karen Clarke (2012, twee afleveringen)
- Blackout - Karen Clarke (2012, twee afleveringen)
- White Heat - Lilly (2012, zes afleveringen)